# Terrone Webster
Terrone Webster (* 12. Februar 2004) ist ein britischer Sprinter aus Anguilla.

## Sportliche Laufbahn
Erste internationale Erfahrungen sammelte Terrone Webster im Jahr 2019, als er bei den CARIFTA Games in George Town in 23,03 s den siebten Platz im 200-Meter-Lauf in der U17-Altersklasse belegte und über 100 Meter mit 11,44 s im Vorlauf ausschied. 2022 schied er bei den CARIFTA Games in Kingston mit 11,17 s und 22,38 s jeweils im Vorlauf über 100 und 200 Meter in der U20-Altersklasse aus. Daraufhin startete er im 100-Meter-Lauf bei den Commonwealth Games in Birmingham und schied dort mit 11,13 s in der ersten Runde aus. Auch bei den CARIFTA Games 2023 in Nassau verpasste er mit 11,08 s im Vorlauf über 100 Meter aus und über 200 Meter mit 22,13 s. Bei den U23-NACAC-Meisterschaften in San José schied er mit 10,84 s und 22,62 s jeweils in der Vorrunde aus und im August schied er bei den Weltmeisterschaften in Budapest mit 11,03 s in der Vorausscheidungsrunde aus.

## Persönliche Bestzeiten
- 100 Meter: 10,97 s (+0,6 m/s), 24. Juni 2023 in Saint John’s
- 200 Meter: 22,03 s (+0,7 m/s), 9. April 2023 in Nassau